# Château Bieberstein
Le château Bieberstein (en allemand :Schloss Bieberstein) est un château baroque qui a été construit au début du XVIIIe siècle par l'architecte Johann Dientzenhofer. Il est situé sur une colline qui domine la municipalité de Hofbieber, à 16 km de Fulda, la ville principale de l'arrondissement.